# Aristolochia deltoidea
Aristolochia deltoidea är en piprankeväxtart som beskrevs av Carl Sigismund Kunth. Aristolochia deltoidea ingår i släktet piprankor, och familjen piprankeväxter. Inga underarter finns listade i Catalogue of Life.